# Petlacuatla
Petlacuatla es una congregación del municipio de Ilamatlán ubicado en la región de la Huasteca Baja del estado mexicano de Veracruz.

## Geografía
La localidad de Petlacuatla se sitúa en las coordenadas geográficas 20°45′41″N 98°24′25″O / 20.761389, -98.406944, a una elevación de 866 metros sobre el nivel del mar.

## Demografía
Según el Conteo de Población y Vivienda 2020, efectuado por el Instituto Nacional de Estadística y Geografía, la localidad de Petlacuatla tiene 265 habitantes, de los cuales 134 son del sexo masculino y 131 del sexo femenino. La tasa de fecundidad es de 3.36 hijos por mujer y tiene 70 viviendas particulares habitadas.
| Gráfica de evolución demográfica de Petlacuatla entre 1900 y 2020 |
|                                                                   |
| INEGI.                                                            |